# رافات (قدس)
رافات (به عربی: رافات) یک روستا در فلسطین است.

## خصوصیات
رافات ۲٬۱۰۰ نفر جمعیت دارد.